# Грэй, Льюис Харольд
Льюис Харольд Грэй (англ. Louis Harold Gray; 10 ноября 1905 — 9 июля 1965) — английский физик, работавший в области воздействия радиации на биологические организмы, один из родоначальников радиобиологии.
Одним из научных результатов являлось определение поглощённой дозы радиации, единица измерения которой в Международной системе единиц (СИ) впоследствии получила в честь него наименование «грей» (англ. «gray»).

## Биография
В 1933 году начал работать в больнице Маунт Вернон в Лондоне.
В 1936 году развил принципа Брэгга-Грэя, являющегося основой метода измерения поглощения материалами энергии гамма-излучения
В 1937 году создал один из первых генераторов нейтронов в больнице Маунт Вернон (Лондон).
В 1938 году изучал воздействия нейтронов на живые организмы с использованием генератора
В 1940 году исследовал сравнительную биологическую эффективность излучения, введение в употребление единицы измерения поглощенной дозы излучения.
В 1952 году исследовал воздействие радиации на бактерии и клетки опухолей.
В 1953 году основана Лаборатория Грэя в больнице Маунт Вернон.
В 1956—1962 годы — вице-президент Международной комиссия по радиационным единицам и измерениям (ICRU).
В 1961 году избран членом Лондонского королевского общества.